# Musée du Général Abdul Haris Nasution
Le Musée Sasmita Loka Ahmad Yani (indonésien Museum Sasmita Loka Ahmad Yani) est un musée de Jakarta consacré à Abdul Haris Nasution ; il présente des objets lui ayant appartenu et quelques dioramas sur le Mouvement du 30 septembre 1965 en Indonésie. Situé rue Teuku Umar 40, Central Jakarta, en Indonésie, ce musée est ouvert gratuitement au public du mardi au dimanche, de 08:00 à 14:00.